# Marcin Walenczykowski
Marcin "Valeo" Walenczykowski (ur. 6 listopada 1980 w Bydgoszczy, zm. 1 lutego 2018) – polski muzyk, kompozytor i multiinstrumentalista.

## Życiorys
Działalność artystyczną rozpoczął pod koniec lat 90. XX w. w zespole November Twilight. W 2001 został członkiem grupy Mortis Dei. W 2004 został członkiem formacji Sammath Naur w której grał na gitarze oraz instrumentach klawiszowych. W 2005 jako drugi gitarzysta dołączył do zespołu Vesania. Od 2006 występował w grupie The Blantet. W latach 2009–2010 występował w warszawskim zespole Rootwater. Walenczykowski grał ponadto w zespole Rope on the Neck.
Pochowany na  cmentarzu Nowofarnym w Bydgoszczy.

## Dyskografia
- November Twilight – Sea-Coast (1999, wydanie własne)
- Mortis Dei – Wrath Eruption (2001, M.D. Productions)
- Mortis Dei – The Loveful Act of Creation (2003, M.D. Productions)
- Sammath Naur – Forever War (2004, Redrum666 Records, gościnnie)
- Sammath Naur – Self Proclaimed Existence (2005, Empire Records; 2008, Metal Mind Productions)
- Mortis Dei – My Lovely Enemy (2006, M.D. Productions)
- Vesania – Distractive Killusions (2007, Napalm Records, Mystic Production)
- Vesania – Rage of Reason (2008, SP, Empire Records)
- Sammath Naur – The Anhedony Domain (2009, digital download)
- Sammath Naur – Anhedonia (2011, System-Beyond Records)
- Łukasz "Lucass" Krzesiewicz – Xtreme Drumming TechniX (2012, DVD, Absonic)
- Sammath Naur – Limits Were to Be Broken (2013, Warheart Records)
- Vesania – Deus ex machina (2014, Fonografika, Metal Blade Records)